# Nick Svendsen
Nick Svendsen (født 1. oktober 1992 i Horne) er dansk fodboldspiller, der fra maj 2015 spiller for den islandske klub UMF Sindri. Han kan både spille i forsvaret og på midtbanen.